# John Napier (calciatore)
Robert John Napier, meglio conosciuto come John Napier (Lurgan, 23 settembre 1946), è un ex calciatore nordirlandese, di ruolo difensore.

## Carriera

### Club
Formatosi nelle giovanili del Bolton, entrò a far parte della prima squadra a partire dal 1964. Divenne immediatamente un giocare insostituibile per il club, ed entrò nella storia del club come il primo giocatore del Bolton a essere sostituito in un incontro ufficiale.
Dopo tre campionati cadetti ed un'ultima stagione difficile con i Trotters a causa degli infortuni subiti, nell'estate 1967 fu ceduto per £25.000 al Brighton. Con i Seagulls giocò nella terza divisione inglese sino al 1972, ottenendo la promozione in cadetteria al termine della Third Division 1971-1972, conclusa al secondo posto.
Nel 1972 passa al Bradford City, nella quarta serie inglese. Nell'estate 1975 viene ingaggiato dagli statunitensi dei Baltimore Comets, franchigia della North American Soccer League. Nella stagione 1975 con la squadra del Maryland non riuscì a superare la fase a gironi del torneo nordamericano.
Dopo un breve passaggi con i dilettanti del Mossley, torna negli Stati Uniti d'America per giocare con i San Diego Jaws. Con i Jaws non riesce a superare la fase a gironi del torneo.
Terminata l'esperienza americana torna al Bradford City, dove dopo un'unica presenza, nel 1978 prende le redini del club in sostituzione di Bobby Kennedy, retrocedendo in quarta serie al termine della Third Division 1977-1978.
Nel 1979 torna in America ove diviene allenatore e resta a vivere in California.

### Nazionale
Con la nazionale nordirlandese a giocato nel 1966 un incontro amichevole contro la Germania.

## Statistiche

### Cronologia presenze e reti in nazionale
| Cronologia completa delle presenze e delle reti in nazionale ― Irlanda del Nord | Cronologia completa delle presenze e delle reti in nazionale ― Irlanda del Nord | Cronologia completa delle presenze e delle reti in nazionale ― Irlanda del Nord | Cronologia completa delle presenze e delle reti in nazionale ― Irlanda del Nord | Cronologia completa delle presenze e delle reti in nazionale ― Irlanda del Nord | Cronologia completa delle presenze e delle reti in nazionale ― Irlanda del Nord | Cronologia completa delle presenze e delle reti in nazionale ― Irlanda del Nord | Cronologia completa delle presenze e delle reti in nazionale ― Irlanda del Nord |
| Data                                                                            | Città                                                                           | In casa                                                                         | Risultato                                                                       | Ospiti                                                                          | Competizione                                                                    | Reti                                                                            | Note                                                                            |
| ------------------------------------------------------------------------------- | ------------------------------------------------------------------------------- | ------------------------------------------------------------------------------- | ------------------------------------------------------------------------------- | ------------------------------------------------------------------------------- | ------------------------------------------------------------------------------- | ------------------------------------------------------------------------------- | ------------------------------------------------------------------------------- |
| 7-5-1966                                                                        | Belfast                                                                         | Irlanda del Nord                                                                | 0 – 2                                                                           | Germania                                                                        | Amichevole                                                                      | -                                                                               |                                                                                 |
| Totale                                                                          |                                                                                 | Presenze                                                                        | 1                                                                               |                                                                                 | Reti                                                                            | 0                                                                               |                                                                                 |